# Mirosławice (Łódź)
Pour les articles homonymes, voir Mirosławice.
Mirosławice (prononciation [mirɔswaˈvit͡sɛ]) est un village de la gmina de Lutomiersk, du powiat de Pabianice, dans la voïvodie de Łódź, situé dans le centre de la Pologne.
Il se situe à environ 4 kilomètres à l'est de Lutomiersk (siège de la gmina), 16 kilomètres au nord-ouest de Pabianice (siège du powiat) et 16 kilomètres à l'ouest de Łódź (capitale de la voïvodie).
Sa population s'élevait approximativement à 300 habitants en 2009.

## Administration
De 1975 à 1998, le village était attaché administrativement à l'ancienne voïvodie de Sieradz.

Depuis 1999, il fait partie de la nouvelle voïvodie de Łódź.